# Japonečka Bürgerova
Japonečka Bürgerova (Buergeria buergeri), známá také jako japonečka Buergerova, japonečka Burgerova a létavka potoční, je druh asijské žáby z čeledi létavkovitých (Rhacophoridae).

## Popis
Stejně jako u jiných druhů žab z čeledi létavkovitých (Rhacophoridae) jsou samice japoneček Buergerových větší než samci. Samci obvykle dorůstají na délku 3,5 až 4,4 cm. Samičky na délku měří 4,9 až 8,5 cm. Těla obou pohlaví jsou plochá, to těmto žábám umožňuje snadno se ukrýt mezi kameny na březích řek. I jejich zbarvení odpovídá tomuto způsobu ochrany, japonečky Buergerovy mají šedohnědou barvu se skvrnami, takže s kamením splývají. Jsou také schopny do určité míry změnit odstín barvy podle prostředí. Mezi očima mají obě pohlaví tmavou skvrnu ve tvaru písmene T. Japonečky Buergerovy mají na špičkách prstů předních i zadních končetin malé přísavky.

## Chování
V období páření, které trvá přibližně od dubna do srpna, samci vylézají z vody a na plochách větších kamenů si vytváří dočasná teritoria, kde čekají na samičky, které k sobě lákají pronikavými zvuky. Přezdívka „kajika“ (v překladu „říční jelen”) pochází právě ze skřeků, které samci při těchto namlouvacích rituálech vydávají a které jsou připodobňovány zvukům jelenů („ojika”).
Japonečky Buergerovy kladou tmavě hnědá vajíčka o průměru 0,2 cm. Samičky do vody nakladou asi 500 vajec, ze kterých se zhruba po 2 týdnech líhnou pulci.
Strava japoneček Buergerových se skládá hlavně z hmyzu a pavouků. Pulci nejsou na rozdíl od dospělců draví, žerou řasy.

## Výskyt
Japonečka Buergerova je japonský endemit, který obývá tři japonské ostrovy Honšú, Kjúšú a Šikoku. Žije v horských potocích, jezerech a v okolních lesích. 

## Stav
Tento druh žáby se řadí mezi málo dotčené živočichy. Předpokládá se ale, že se nejspíše dostane na seznam ohrožených druhů. Obývá totiž oblasti, ze kterých přirozené prostředí pro tento druh rychle mizí, kvůli stavbě nových přehrad a kvůli umělým úpravám říčního dna.

## Vztahy s lidmi
Japonci v dřívějších dobách skřehotání japoneček Buergerových obdivovali, dokonce se v létě vydávali k jezerům a řekám, aby je mohli poslouchat, a v Japonsku se dodnes krásně zpívajícím osobám říká "kajika".
Japonečky Buergerovy jsou občas chovány jako domácí mazlíčci. V období Edo (1603 až 1867) se vyráběly speciální klece (takzvané „klece kajika”) určené k chovu těchto žab.